# Gecinulus
Gecinulus  (bamboespechten) is een geslacht van vogels uit de familie spechten (Picidae).

## Soorten
Het geslacht kent de volgende soorten:
- Gecinulus grantia  – Bleekkopbamboespecht
- Gecinulus rafflesii  – Olijfbuikspecht
- Gecinulus viridis  – Bamboespecht